# Gengqing (häradshuvudort i Kina, Sichuan Sheng, lat 31,82, long 98,60)
Gengqing (kinesiska: 更庆, 更庆镇) är en häradshuvudort i Kina. Den ligger i provinsen Sichuan, i den sydvästra delen av landet, omkring 540 kilometer väster om provinshuvudstaden Chengdu. Antalet invånare är 10 221. Befolkningen består av 4 533 kvinnor och 5 688 män. Barn under 15 år utgör 16,0 %, vuxna 15-64 år 77 %, och äldre över 65 år 5,0 %.
Runt Gengqing är det mycket glesbefolkat, med 5 invånare per kvadratkilometer. Det finns inga andra samhällen i närheten. Trakten runt Gengqing består i huvudsak av gräsmarker.
Genomsnittlig årsnederbörd är 894 millimeter. Den regnigaste månaden är juli, med i genomsnitt 196 mm nederbörd, och den torraste är december, med 3 mm nederbörd.